# Vivaldo
Vivaldo  è un nome proprio di persona italiano maschile. 

## Varianti
- Maschili: Vivaldi[1][3]
- Femminili: Vivalda[1][3]

## Origine e diffusione
È un nome di tradizione francone, la cui etimologia però è incerta; come la maggioranza dei nomi germanici è composto da due elementi, di cui il primo è forse wiw ("combattimento"), mentre il secondo è identificabile con una certa sicurezza in wald ("potenzia", "dominio"); alternativamente, potrebbe derivare da una contrazione di Villibaldo. È possibile che sia stato successivamente associato paretimologicamente al latino vivere.
È documentato nelle forme latina Vivaldus e Vivardus dal 1156, ed è sostenuto dal culto verso il beato Vivaldo, attestandosi principalmente in Toscana, Emilia-Romagna e, più sparsamente, nell'Italia centro-settentrionale; parte della sua diffusione, in particolare relativamente alla forma "Vivaldi", è dovuta al prestigio del musicista settecentesco Antonio Vivaldi e dei due navigatori genovesi Ugolino e Vadino Vivaldi.

## Onomastico

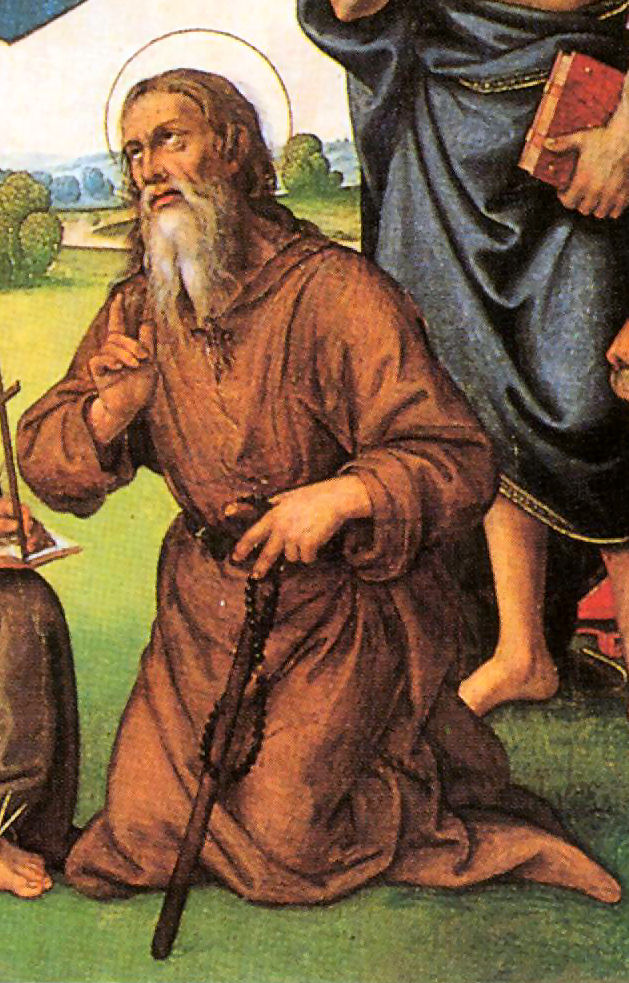
Il beato Vivaldo da San Gimignano

L'onomastico si può festeggiare il 1º maggio in memoria del beato Vivaldo da San Gimignano, terziario francescano ed eremita presso Montaione.

## Persone
- Vivaldo da San Gimignano, religioso italiano
- Vivaldo Belcazer, politico, letterato e notaio italiano
- Vivaldo Fornaciari, calciatore italiano